# 初暦
初暦（しょれき）は、大長和の鄭仁旻の時代に使用された元号。年代不明 - 926年。